# Resolutie 2214 Veiligheidsraad Verenigde Naties
Resolutie 2214 van de Veiligheidsraad van de Verenigde Naties was de tweede van twee resoluties over Libië die op 27 maart 2015 werden aangenomen door de VN-Veiligheidsraad. De resolutie zegde de Libische overheid steun toe in haar strijd tegen de verschillende terreurgroepen in Libië; onder meer door vlotter wapens te leveren aan het Libische leger.

## Achtergrond
Na de val van het regime van kolonel Qadhafi in 2011 werd een nieuw Algemeen Nationaal Congres verkozen om het land te besturen. De oppositie tegen het door islamisten gedomineerde congres was echter groot en toen het  begin 2014 haar eigen legislatuur verlengde begon een legergeneraal een militaire campagne. Daarop volgden alsnog verkiezingen en kwam de Raad van Volksvertegenwoordigers aan de macht. De islamisten hadden bij die verkiezingen een zware nederlaag geleden, en bleven vasthouden aan het congres. Milities gelieerd aan beide kampen, islamisten en Islamitische Staat bevochten elkaar, en zo ontstond opnieuw een burgeroorlog.

## Inhoud
Men was bezorgd omdat steeds meer terreurgroepen in Libië zich achter Islamitische Staat, Ansar al-Sharia en andere met Al Qaida geassocieerde groepen schaarden. Hun gewelddadige extremistische ideeën en acties destabiliseerden Libië, buurlanden en de regio en eisten een zware tol van de bevolking. Ook de buitenlandse terreurstrijders vormden een steeds groter probleem.
Het comité dat toezag op de sancties tegen Libië werd gevraagd aanvragen voor wapenleveringen aan de officiële strijdkrachten van het land om te vechten tegen terreurgroepen spoedig te behandelen. Het was van belang dat de Libische overheid de nodige steun kreeg in haar strijd tegen deze terreurgroepen, en daarvoor had ze ook wapens nodig.

## Verwante resoluties
- Resolutie 2208 Veiligheidsraad Verenigde Naties
- Resolutie 2213 Veiligheidsraad Verenigde Naties
- Resolutie 2259 Veiligheidsraad Verenigde Naties

Lijst ·  2196 ·  2197 ·  2198 ·  2199 ·  2200 ·  2201 ·  2202 ·  2203 ·  2204 ·  2205 ·  2206 ·  2207 ·  2208 ·  2209 ·  2210 ·  2211 ·  2212 ·  2213 ·  2214 ·  2215 ·  2216 ·  2217 ·  2218 ·  2219 ·  2220 ·  2221 ·  2222 ·  2223 ·  2224 ·  2225 ·  2226 ·  2227 ·  2228 ·  2229 ·  2230 ·  2231 ·  2232 ·  2233 ·  2234 ·  2235 ·  2236 ·  2237 ·  2238 ·  2239 ·  2240 ·  2241 ·  2242 ·  2243 ·  2244 ·  2245 ·  2246 ·  2247 ·  2248 ·  2249 ·  2250 ·  2251 ·  2252 ·  2253 ·  2254 ·  2255 ·  2256 ·  2257 ·  2258 ·  2259